# Droga krajowa B2a (Niemcy)
Droga federalna B2a (Bundesstraße 2a, B 2a) – niemiecka droga krajowa od roku 1980 w fazie planowania. 
Początkowo planowana była autostrada A77, która miała połączyć Norymbergę przez Schwabach, Roth,  Weissenburg, Treuchtlingen z Donauwörth. Jednak zawieszono te plany na rzecz rozbudowy drogi krajowej B2. 
Droga B2a miała być czteropasmową obwodnicą Roth i Schwabach i łączyć je z południem Norymbergi oraz autostradami A6 oraz A73. Z uwagi na unikalność doliny rzeki Rednitz i protesty mieszkańców wstrzymano rozbudowę odcinka pomiędzy skrzyżowaniem A73 Nürnberg-Hafen a A6 Schwabach-Roth. 
Wybudowany już odcinek czteropasmowej B2a pomiędzy autostradą A6 Schwabach-Roth a Rothem przemianowano w 1995 na B2.